# Tatjana Nikolajewna Romanowa

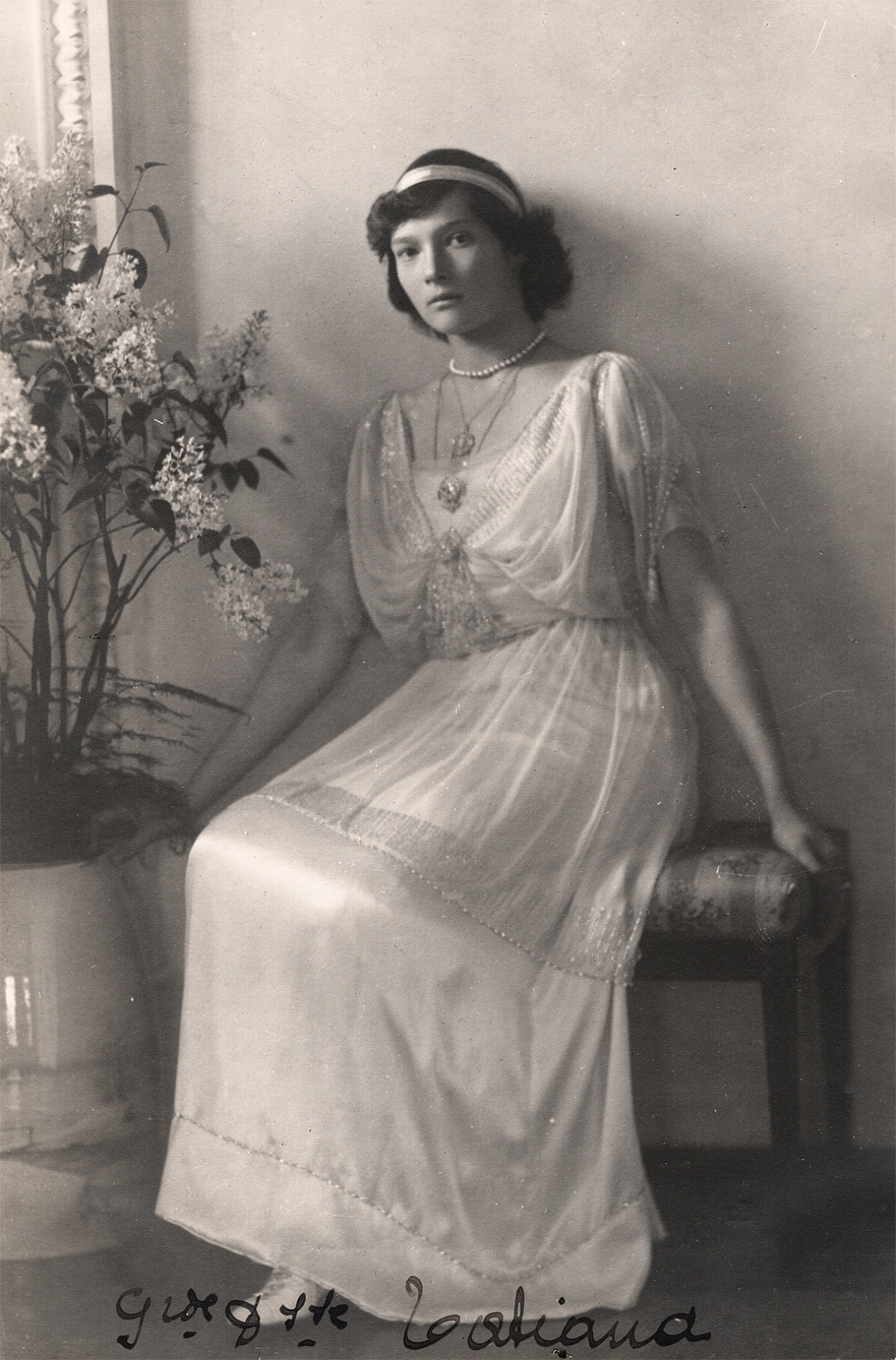
Tatjana Nikolaewna Romanowa (1914)

Tatjana Nikolajewna von Russland (Tatjana Nikolajewna Romanowa; russisch Татьяна Николаевна Романова; * 29. Maijul. / 10. Juni 1897greg. in Zarskoje Selo; † 17. Juli 1918 bei Jekaterinburg) war eine russische Großfürstin. Sie war die zweite Tochter von Nikolaus II. von Russland und Alexandra Fjodorowna, vormals Alix von Hessen-Darmstadt.

## Kindheit und Jugend

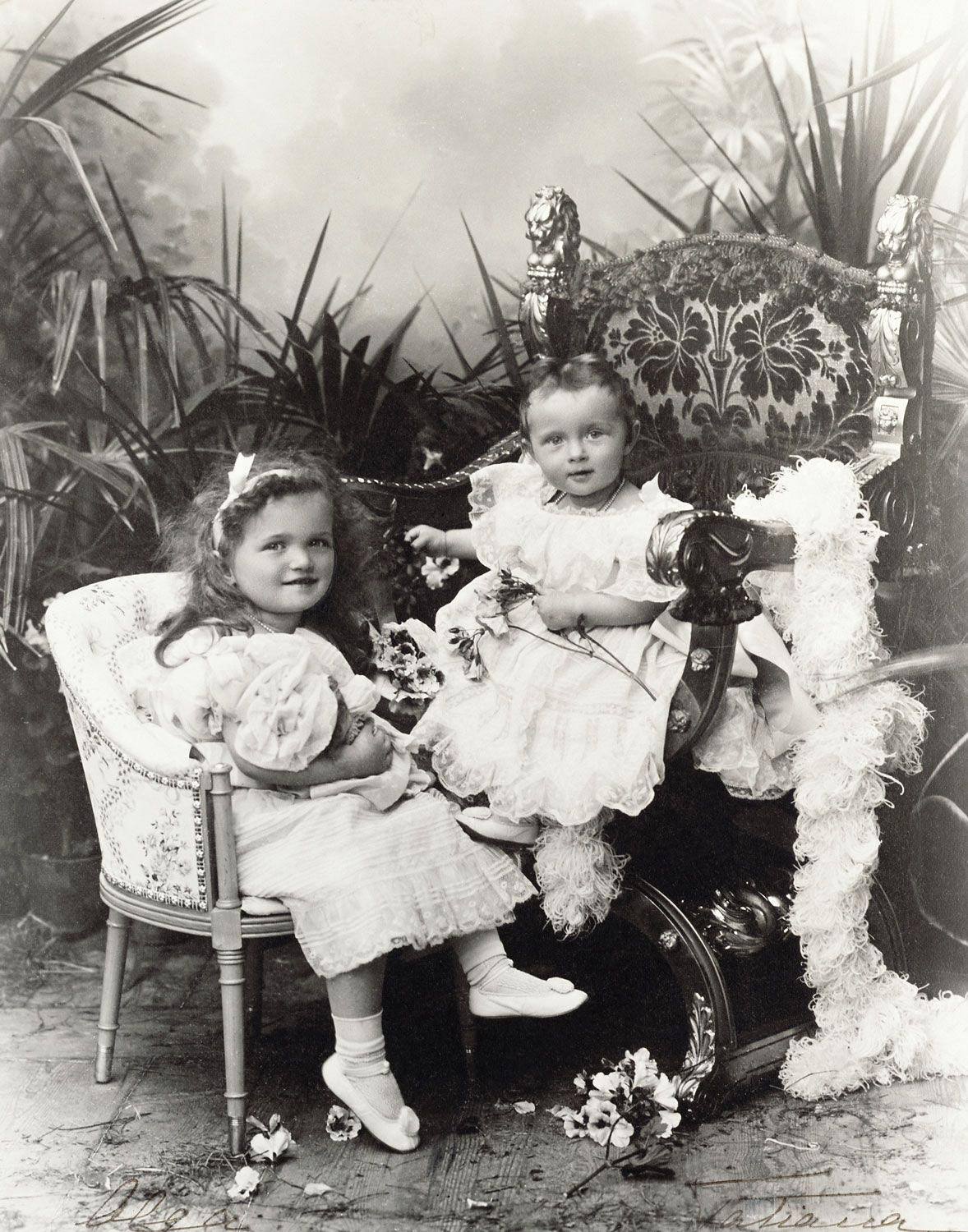
Olga und Tatjana als Kleinkinder (1898)

Tatjana Nikolajewna Romanowa erhielt ihren Vornamen nach der Figur der Tatjana aus Alexander Puschkins Werk Eugen Onegin. Sie war wie ihre ältere Schwester Olga eine gute Schülerin. Sie beschäftigte sich gerne mit Handarbeiten, Klavierspielen und Lyrik. Wie ihre Mutter war sie stark religiös und teilte deren Interesse an Mode.

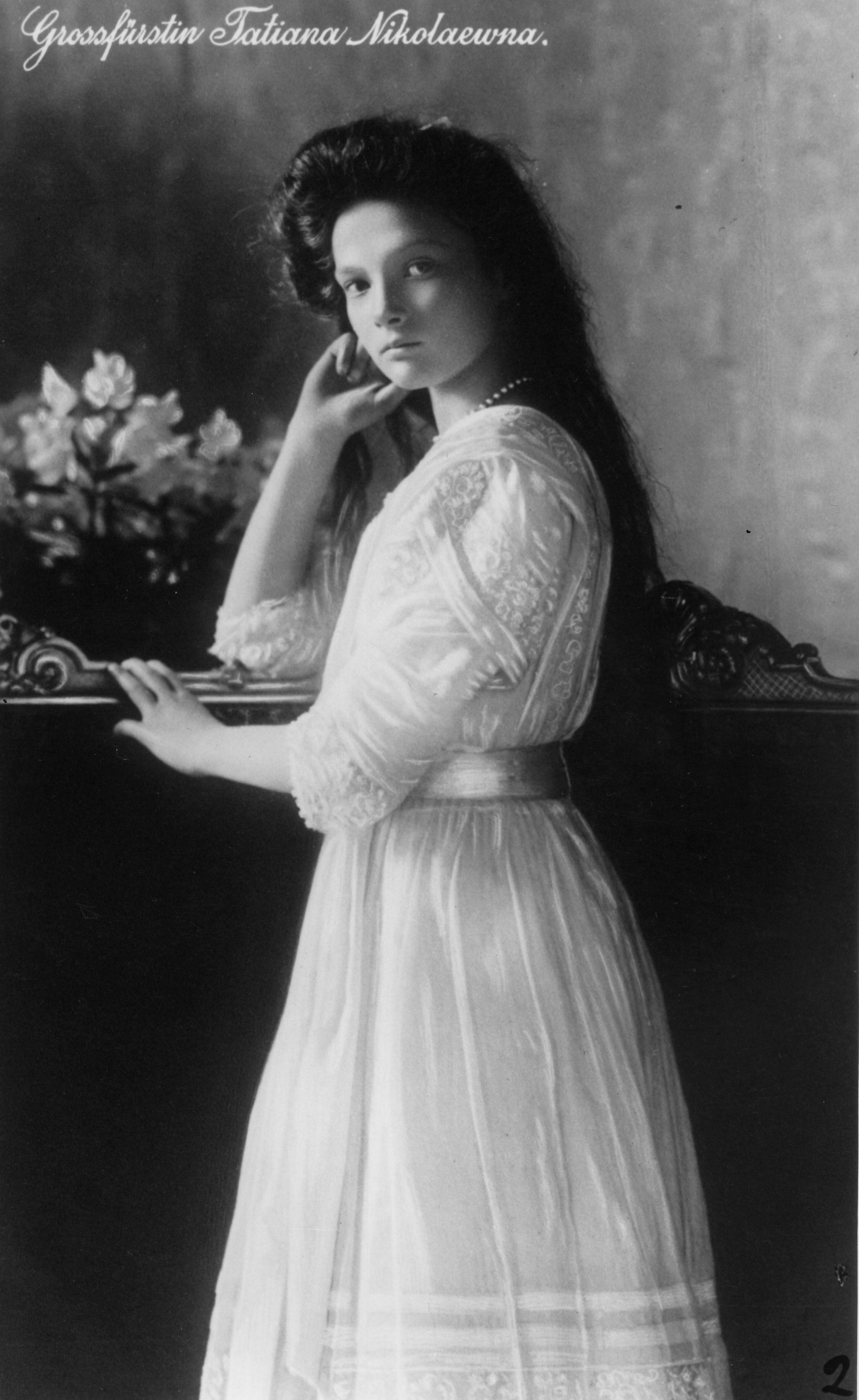
Offizielles Foto von Großfürstin Tatjana (1910)

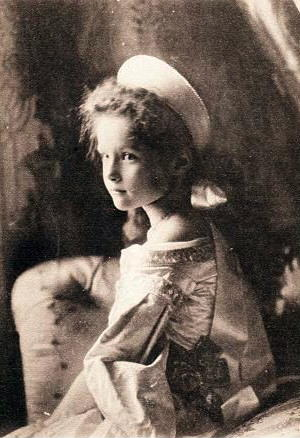
Großfürstin Tatjana (1904)

Im Jahr 1913 erkrankte sie an Typhus, nachdem sie Orangeade getrunken hatte, die mit unsauberem Wasser hergestellt worden war, und schwebte wochenlang zwischen Leben und Tod. Zu ihrer Genesung reiste die Familie für einen längeren Aufenthalt zu ihrer Sommerresidenz, dem Livadia-Palast auf der Krim.
Tatjana Romanowa war Ehrenvorsitzende eines nach ihr benannten Komitees zur Unterstützung der Kriegsgeschädigten. Im Ersten Weltkrieg arbeitete sie wie ihre Mutter und ihre Schwester Olga als Krankenschwester des russischen Roten Kreuzes bei der Versorgung verwundeter Soldaten in den Krankenhäusern. Dort pflegte sie 1914 den verwundeten jungen Offizier Dimitri Malama, zu dem sie eine schwärmerische Liebesbeziehung aufbaute. Nachdem dieser ihr eine kleine französische Bulldogge, die sie Ortipo nannte, geschenkt hatte, intensivierte sich sein Kontakt zur Romanow-Familie, die er 1916 nochmals besuchte. Malama fiel 1919 auf Seite der weißen Truppen im Russischen Bürgerkrieg.

## Gefangenschaft und Tod
Als Folge der Februarrevolution 1917 und später der Oktoberrevolution wurde die gesamte Zarenfamilie gefangen genommen und etwa ein Jahr lang festgehalten. Während der Zeit der Gefangenschaft verlor Tatjana stark an Gewicht. Sie wurde in der Nacht des 17. Juli 1918 mit ihrer Familie im Ipatjew-Haus in Jekaterinburg erschossen. Sie wurde 21 Jahre alt.

## Gedenken
Im August 2000 wurde sie mit ihrer Familie von der Russisch-Orthodoxen Kirche heiliggesprochen.